# 天城 (スループ)
天城（あまぎ）は、日本海軍の軍艦で木造スループ、後年に二等砲艦とされた。
艦名は静岡県の天城山にちなんで名づけられた。
天城山は伊豆半島中央部の火山群の総称で、ここは全山で良材がとれ、特に杉の美林が名高い。
海軍創成期の造船材はこの山の木が多かったという。

## 概要
計画主任はヴェルニーとチボジェ（ティボディエ、Jules César Claude Thibaudier、1839-1908）。
「清輝」の姉妹艦(ただし多くの改良が行われている)として
横須賀造船所(後の横須賀海軍工廠)で建造された。
1883年(明治16年)に巡洋艦とされる。
日清戦争、日露戦争に参加。
日露戦争中に雑役船に編入され、1908年に廃船となり鳥羽商船学校の係留練習船天城となった。

## 艦型
木造のスループ、または砲艦。
船材は竜骨、肋骨、外板、甲板がケヤキ材、梁と内板がマツ材。

### 排水量
排水量については色々な値が伝えられている。
- 計画:1,030トン[3]
- 竣工時:1,000英トン[5]
- 公試時:1,066英トン[15]
- 1894年6月時:926英トン[4]
- 936英トン[2]

その他に1,500英トンの数値もあるが、他と値が離れている。

### 機関
機関は清輝と同一であるが、起工が2年後のために多少改良が加えられている。
例えばスクリューが改良されて10.5ノットでの損失は16%になり、復水器管の直径は7/8インチに小さくなって冷却面積を増した。
主機は横置還働式2段3気筒レシプロ 1基で、
高圧、低圧共にシリンダー直径は37+5/8インチ(956mm)、行程は23+5/8インチ(702mm)。
また触面復水器1基を装備した。
ボイラーは高円缶両面2基を装備した。
触礁破壊された清輝から引き揚げたボイラー2基を1890年(明治23年)に搭載した。
ボイラー換装後の成績は以下の通り。
| 実施日    | 種類         | 排水量 | 回転数 | 出力      | 速力      | 場所 | 備考                 | 出典   |
| --------- | ------------ | ------ | ------ | --------- | --------- | ---- | -------------------- | ------ |
| 1890年8月 | 自然通風全力 |        | 76rpm  | 556実馬力 | 9.8ノット |      | ボイラー換装後の公試 | [ 12 ] |

推進器の仕様については2つの値が伝えられている。
- 直径:11 ft 1+7⁄8 in (3.400 m)、ピッチ:14 ft 9+3⁄16 in (4.501 m)[16]
- 直径:11 ft 2 in (3.404 m)、ピッチ:16 ft 9 in (5.105 m)[13]

速力についても以下の値がある。
- 全力10.5ノット、平均8.75ノット[16]
- 11ノット[10]
- 10ノット[2]

### 兵装
右表の兵装は『横須賀海軍船廠史』による。
その他に以下の値がある。
- 『帝国海軍機関史』:17cm後装クルップ回転砲、17cm後装クルップ舷側砲、4斤ブロードウェル後装端艇砲、12cm臼砲[16]

## 艦歴

### 建造
1875年(明治8年)
9月9日起工、
9月19日横須賀造船所から建造着手の軍艦を天城と命名すると届出があり、
9月22日命名の布達が出された。
1877年(明治10年)
3月13日午後4時に水卸式 (進水式) を挙行した。
海軍長官の代理で中牟田倉之助少将らが横浜港から蒼龍丸に乗船して来港し、式に臨んだ。
9月11日、天城は艦位4等、定員130人とされた。
1878年(明治11年)
3月7日、東海鎮守府所轄とされた。
4月4日竣工、
同日常備艦に指定された。

### 1878年
測量艦
4月19日横須賀から横浜に回航した。
竣工に先立つ3月4日に朝鮮の海岸測量が海軍に令達され、
4月28日、天城は朝鮮海岸測量のため横浜港を出港した。
天城は兵庫港、門司を経由し5月6日に釜山港に到着した。
以後朝鮮の元山津、津田湾、北青湾に碇泊し、
7月5日スクリューの修理のために長崎港に寄港した。
8月13日長崎出港、釜山、三島、所安島、馬尓留湾、浅水湾を巡り、10月1日長崎に戻った。
10月11日長崎出港、門司、兵庫、由良之内、鳥羽に碇泊し、10月28日横浜港に帰港した。
11月9日(または11月6日)スクリューを修理するため、横須賀に回航した。
12月22日から横須賀造船所で修理を開始した。

### 1879年
1879年(明治12年)
6月22日横浜港に回航、23日同地出港し艦隊運動訓練を行い、同日品川に到着した。
6月27日横浜に回航、7月11日横浜を出港し横須賀沖に寄ったが、コレラが流行していたために同日富津沖に回航して入船検査を行った。
7月19日富津沖発、横須賀に入港、翌20日横浜に回航した。
7月26日改めて横須賀に回航した。
8月3日に前年から続けていた修理が完了した。
8月15日横浜に回航。
8月24日品海に回航。
10月15日横浜に回航。
11月18日横浜を出港し帆走で館山湾に回航、翌19日同地発、帆走で20日金田湾に到着、21日同地から横浜港に帰港した。
12月2日浦賀に回航、7日品海に回航、10日品海を出港、射撃訓練のために帆走し館山湾に到着、12日横浜港に帰港した。

### 1880年 - 1881年
1880年(明治13年)
1月27日三条太政大臣が乗艦し横浜を出港、同日熱海到着、28日熱海発、横浜に帰港した。
朝鮮回航
元山津港と釜山港の邦人保護のために4月18日横浜港を出港、兵庫、三原、門司に寄港した。
門司出航後にスクリュー翼1枚が脱落したため5月1日朝鮮国松島に寄港、5月2日釜山港に入港した。
5月18日釜山発、20日元山津着。
6月2日元山津発、風波の為に同日長箭洞に避泊、同地を略測した。
6月4日長箭洞、5日松島に寄港し、6月7日釜山に到着した。
6月19日熊川に回航、翌20日釜山に戻った。
6月23日釜山発、25日元山津に到着した。
8月13日元山津を出港、8月14日釜山入港。
8月20日釜山出港、スクリューレード修理の為に長崎へ向かい、21日長崎港に入港した。
9月17日長崎を出港、以後釜山、迎日湾、元山津などを巡り11月9日門司に寄港した。
再びスクリューレード修理の為に11月11日門司発、翌12日長崎に入港した。
花房公使を乗せて12月4日長崎を出港し、翌5日釜山着。
その後三島、仁川湾口、月尾島を巡り、
1881年(明治14年)1月1日釜山着。
2月18日釜山を出港し帰途についた。
途中門司、兵庫などに寄港し3月17日午後2時35分横浜港に帰港した。
乗員休暇のために3月24日品川に回航した。
皇后の横須賀行啓のために5月25日横浜に回航した。
8月6日横浜港を出港し館山湾に回航した。
10月11日館山湾を出港し、横浜港に帰港した。

### 1882年 - 1886年
修理
1882年(明治15年)
2月2日から6月29日まで横須賀造船所で修理を行った。
艦隊訓練
6月16日横浜港を出港、同日清水港に入港した。
同地で艦隊運動訓練を行った。
6月26日清水港を出港、艦隊運動訓練を行ったが、途中一時機械故障を起こした。
翌27日に品川湾に帰着した。
壬午事変
壬午事変により朝鮮水域警備を行った。
8月1日横浜港を出港し。
8月3日神戸港に入港、翌4日同地発
8月7日木沢着、翌8日同地発、
8月9日馬関着、翌10日同地発、同日朝鮮絶影島に到着した
8月11日同地発、釜山浦に入港した。
9月4日釜山発、6日仁川港に入港した
9月7日同地発、8日大同江着、
10日大同江発、一旦同地に戻り、大東江に回航した。
10月11日大東江発、13日仁川港に戻った。
10月24日仁川港発、翌25日豊浦着、同日発、26日南陽湾に到着した。
10月31日南陽湾発、11月1日仁川港に入港した
11月18日仁川発、20日釜山浦に到着した
11月22日釜山浦発、11月23日門司浦に帰国した。
12月7日門司浦発、翌8日長崎港に入港した。
12月29日長崎港を出港し、翌30日に釜山浦に到着した
中艦隊
壬午事変で派遣中の10月12日「扶桑」「金剛」「比叡」「龍驤」「日進」「清輝」「天城」「磐城」「孟春」「第二丁卯」「筑波」の11隻で中艦隊が再度編成された。
1883年(明治16年)
1月5日、朝鮮釜山浦発、7日から8日は所安島、8日から9日は豊島に碇泊、1月9日に仁川湾に到着した。
2月17日仁川湾発、19日釜山浦に寄港し、20日門司に一時帰国した。
2月26日門司から油谷に回航、28日油谷発、小幡を経由し3月9日元山津に到着した。
4月1日長箭洞に回航、翌2日に同地発、3日に釜山浦に到着した。
同地で前田総領事が乗艦し4月17日統営に回航、20日に巨済島竹林浦に回航した。
4月21日馬山浦に回航、22日釜山浦に到着した。
5月7日釜山浦発、門司に一時帰国した。
5月18日門司発、20日仁川湾に到着した。
5月24日仁川湾発、25日所安島着、27日に同地発、5月28日長崎港に帰国した。
5月31日長崎港を出港、門司、兵庫に寄港し、6月19日に横浜港に帰港した。
1885年(明治18年)9月8日「天城」と「日進」は中艦隊から除かれた。
1886年(明治19年)12月28日「天城」は常備小艦隊から除かれて、横須賀鎮守府所轄予備艦に指定された。

### 1890年
1890年(明治23年)8月23日 第一種に定められた。

### 日清戦争
日清戦争では、大連・旅順・威海衛攻略作戦等に参加した。

### 1898年
1898年3月21日、艦艇類別等級が制定され、二等砲艦に類別された。

### 日露戦争
日露戦争では老朽のため艦隊編入は無く、横浜港の警備に従事した。

### 除籍
1905年6月14日に除籍、
雑役船に編入された。
1908年11月24日に廃船となり、のちに鳥羽商船学校の係留練習船天城となった。

## 艦長
※『日本海軍史』第9巻・第10巻の「将官履歴」及び『官報』に基づく。
- 松村安種 少佐:1877年11月1日[43] -
- 瀧野直俊 少佐：1879年6月21日 - 1883年8月16日
- 三浦功 少佐：1883年8月16日 - 1884年1月21日
- 伊地知弘一 少佐：1884年1月21日 - 1884年5月15日
- 東郷平八郎 少佐：1884年5月15日 - 1885年6月22日
- 尾本知道 少佐：1885年6月22日 - 1886年2月2日
- 木藤貞良 少佐：1886年2月2日 - 1886年8月31日
- 山本権兵衛 少佐：1886年10月15日 - 1887年7月11日
- 有馬新一 少佐：1887年7月11日 - 1887年10月27日
- 早崎七郎 少佐：1887年10月27日[44] -
- 平山藤次郎 少佐：1888年7月26日 - 1889年4月17日
- 野村清 少佐：1889年5月15日 - 1890年5月13日
- 野村清 少佐：1890年7月15日 -
- 遠藤増蔵 少佐：1891年12月14日 - 1893年5月20日
- 小田亨 少佐：1893年5月20日 - 1894年4月14日
- 早崎源吾 少佐：1894年4月14日 - 1894年9月21日
- 梨羽時起 少佐：1894年9月21日 - 1895年11月30日
- 東郷正路 少佐：1895年11月30日 - 1895年12月24日
- 山田彦八 少佐：1895年12月24日 - 1897年4月17日
- 友野雄介 少佐：1897年4月17日 - 1897年10月1日
- 寺垣猪三 少佐：1897年10月1日 - 1898年10月1日
- 太田盛実 中佐：1898年10月1日 - 1899年9月29日
- 浅井正次郎 中佐：1899年9月29日 - 1900年6月22日
- 和田賢助 中佐：1900年12月6日 - 1901年10月4日
- 但馬惟孝 中佐：1902年7月17日 - 1903年2月3日
- 福井正義 中佐：1903年4月22日 - 1903年9月26日
- 矢代由徳 中佐：1903年9月26日 - 1903年12月28日
- 南義親 中佐：不詳 - 1904年2月13日[45]
- 林三子雄 中佐：1904年2月13日[45] - 1904年3月29日[46]
- 佐伯胤貞 中佐：1904年3月29日[46] -